# Рентгенофлуоресцентный анализ

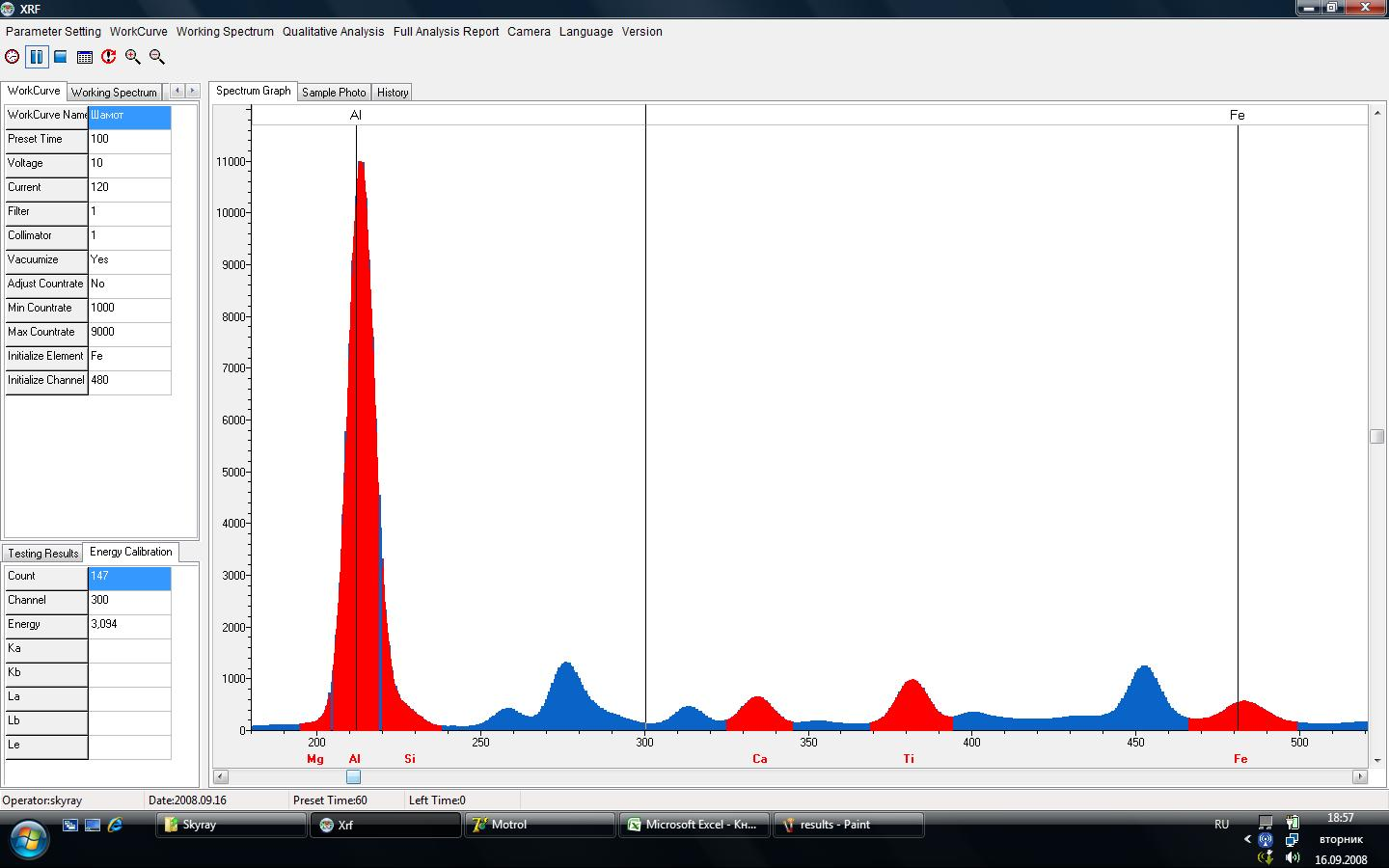
Спектр, выполненный спектрометром

Спектр рентгеновского излучения рентгеновской трубки с родиевой мишенью, работающей при напряжении 60 кВ. Гладкая непрерывная кривая обусловлена тормозным излучением, а пики представляют собой характеристическое излучение K-линии атомов родия.

Рентге́нофлуоресце́нтный ана́лиз (РФА) — один из современных спектроскопических методов исследования вещества с целью получения его элементного состава, то есть его элементного анализа. С помощью него могут быть обнаружены различные элементы от бериллия (Be) до урана (U). Метод РФА основан на сборе и последующем анализе спектра, возникающего при облучении исследуемого материала рентгеновским излучением. При взаимодействии с высокоэнергетичными фотонами атомы вещества переходят в возбуждённое состояние, что проявляется в виде перехода электронов с нижних орбиталей на более высокие энергетические уровни вплоть до ионизации атома. В возбуждённом состоянии атом пребывает крайне малое время, порядка одной микросекунды, после чего возвращается в спокойное положение (основное состояние). При этом электроны с внешних оболочек заполняют образовавшиеся вакантные места, а излишек энергии либо испускается в виде фотона, либо энергия передается другому электрону из внешних оболочек (оже-электрон)[уточнить]. При этом каждый атом испускает фотон с энергией строго определённого значения, например железо при облучении рентгеновскими лучами испускает фотоны Кα = 6,4 кэВ. Далее соответственно по энергии и количеству квантов судят о строении вещества.
В качестве источника излучения могут использоваться как рентгеновские трубки, так и изотопы каких-либо элементов. Поскольку каждая страна имеет свои требования к ввозу и вывозу излучающих изотопов, в производстве рентгенофлуоресцентной техники в последнее время стараются использовать, как правило, рентгеновскую трубку. Трубки могут быть как с родиевым, так и с медным, молибденовым, серебряным или другим анодом. Анод трубки, в некоторых случаях, выбирается в зависимости от типа задачи (элементов, требующих анализа), для решения которой будет использоваться данный прибор. Для разных групп элементов используются различные значения силы тока и напряжения на трубке. Для исследования лёгких элементов вполне достаточно установить напряжение 10 кВ, для средних 20-30 кВ, для тяжелых — 40—50 кВ. Кроме того, при исследовании лёгких элементов большое влияние на спектр оказывает атмосфера, поэтому камеру с образцом либо вакуумируют либо заполняют гелием. После возбуждения спектр регистрируется на специальном детекторе. Чем лучше спектральное разрешение детектора, тем точнее он сможет отделять друг от друга фотоны от разных элементов, что в свою очередь скажется и на точности самого прибора. В настоящее время[когда?] наилучшей возможной разрешающей способностью детектора является 123 эВ.
После попадания на детектор фотон преобразовывается в импульс напряжения, который в свою очередь подсчитывается счётной электроникой и наконец передается на компьютер. На рисунке приведён пример спектра, полученный при анализе корундовой ступки (содержание Al2O3 более 98 %, концентрации Ca, Ti порядка 0,05 %). По пикам полученного спектра можно качественно определить, какие элементы присутствуют в образце. Для получения точного количественного содержания необходимо обработать полученный спектр с помощью специальной программы калибровки (количественной градуировки прибора). Калибровочная программа должна быть предварительно создана с использованием стандартных образцов, чей элементный состав точно известен. Упрощённо, при количественном анализе спектр неизвестного вещества сравнивается со спектрами, полученными при облучении стандартных образцов, таким образом получается информация о количественном составе вещества.
Рентгенофлуоресцентный метод широко используется в промышленности, научных лабораториях. Благодаря простоте, возможности экспресс-анализа, точности, отсутствию сложной пробоподготовки, сферы его применения продолжают расширяться.

## История
Впервые описание РФА метода количественного анализа было опубликовано в 1928 году учеными Глокером и Шрайбером, а сам рентгенофлуоресцентный прибор был создан только в 1948 году Фридманом и Берксом. Он использовал счетчик Гейгера в качестве детектора и показал достаточную чувствительность для разрешения атомных чисел ядер элементов. В 1960 годах в РФА спектрометрах начали использовать вакуумную или гелиевую среду для обеспечения возможности определения легких элементов, а также использовать кристаллы фторида лития для дифракции и хромовые и родиевые рентгенофлуоресцентные трубки для возбуждения длинноволнового диапазона. В 1970 годах был изобретён кремниевый литиевый дрейфовый детектор (Si(Li)), обеспечивающий достаточно высокую чувствительность без необходимости использования кристалла-анализатора, однако, имеющий несколько худшее энергетическое разрешение.
С появлением компьютеров вся аналитическая часть была автоматизирована и контроль начал осуществляться с клавиатуры или панели прибора. РФА приборы стали так популярны, что даже были включены в миссии Аполлон 15 и 16.
Современные межпланетные аппараты также оснащаются подобными спектрометрами, что позволяет определять химический состав горных пород на других планетах.
В последние годы появилось программное обеспечение для рентгенофлуоресцентного анализа состава, основанное на методе фундаментальных параметров. Суть метода заключается в решении системы дифференциальных уравнений, связывающих между собой интенсивность рентгеновского излучения на определённой длине волны с концентрацией элемента в пробе (с учётом влияния остальных элементов). Этот метод подходит для контроля качества образцов с заранее известным составом, так как требуется эталон с аналогичным составом для калибровки (градуировки) анализатора.

## Применение
- Экология и охрана окружающей среды: определение тяжёлых металлов в почвах, осадках, воде, аэрозолях и др.
- Геология и минералогия: качественный и количественный анализ почв, минералов, горных пород и др.
- Металлургия и химическая индустрия: контроль качества сырья, производственного процесса и готовой продукции
- Лакокрасочная промышленность: анализ свинцовых красок
- Ювелирная промышленность: измерение концентраций ценных металлов
- Нефтяная промышленность: определение загрязнений нефти и топлива
- Пищевая промышленность: определение токсичных металлов в пищевых ингредиентах
- Сельское хозяйство: анализ микроэлементов в почвах и сельскохозяйственных продуктах
- Археология: элементный анализ, датирование археологических находок
- Искусство: изучение картин, скульптур, для проведения анализа и экспертиз